# ポール・アウターブリッジ・ジュニア
ポール・アウターブリッジ・ジュニア（Paul Outerbridge, Jr., 1896年8月15日-1958年10月17日）は、アメリカの写真家。戦間期を中心に、戦後にかけて活躍した。「ジュニア」をとって、単に、「ポール・アウターブリッジ」と記載されることもある。
ニューヨークに生まれ、クラレンス・H・ホワイトに学び、写真家となる。1920年代には一時期パリへ行く。ニューヨークに戻ってからも、旺盛に活躍する。
ポートレイト、広告写真、ファッション写真、ヌード写真など、その活動範囲は多岐にわたる。その作風・特徴は、アメリカのほぼ同時期の広告写真家であるラルフ・スタイナーと比較すると明確であるが、一言で言えばキッチュであり、場合によってはディープである。例えば、悪い意味に限らず、猥雑な感じや、ある種の押し付けがましさが作品からは感じられることがある。
したがって、アウターブリッジの広告写真の中には、シャープな感覚で極めてスマートに見える作品があり、それらについては一般的にも評価が高い一方で、特にポートレイトやヌードなど人物が撮影対象となっている作品については、嫌われることも多い。逆に、そのような人物写真について、それらの作品がときとして持つフェティシズム的な感覚から、熱烈な愛好家も多い。